# Sant Ismael màrtir
Sant Ismael (Pèrsia, segle iv - Calcedònia, 362) va ser un màrtir cristià del segle IV mort per ordre de l'emperador romà Julià l'Apòstata.

## Vida
Ismael va néixer a Pèrsia, fill d'un pare gentil i d'una mare cristiana. La seva rectitud i bona fama feren que el Rei persa Alamundarus l'enviés, juntament amb els seus germans Sabel i Manel, a Calcedònia com a ambaixador per tal de pactar la pau amb l'emperador romà Julià l'Apòstata.
Aquest dirigent llatí, que havia renegat del cristianisme en ser entronitzat, intentà obligar a Ismael i els seus germans a assistir a un sacrifici pagà celebrat en un indret de Bitínia anomenat Trigó. En negar-se, van ser torturats, els seus caps foren punxats amb claus i, finalment, se'ls degollà i cremà.

## Significat
El nom Ismael, que apareix profusament a l'Antic Testament, vol dir Déu ha escoltat.